# Апшеронск
Апшеронск (рус. Апшеронск), званични је град на југу европског дела Руске Федерације. Налази се на југу Краснодарске покрајине и административно припада њеном Апшеронском рејону чији је уједно и административни центар. Званичан статус града има од 1947. године.
Према статистичким подацима Националне статистичке службе Русије за 2023. у граду је живело 39.577 становника.

## Географија
Град Апшеронск се налази на северној подгорини Великог Кавказа, на око 105 километара југоисточно од административног центра покрајине, града Краснодара, односно на око 50-ак км југозападно од града Мајкопа. Град лежи у долини реке Пшехе, леве притоке Белаје, на надморској висини од око 203 метра.

## Историја
Савремено насеље Апшеронск је основано 1863. године као војничка насеобина припадника расформираноф Апшеронског пука руске армије, по коме је и добило име.
Године 1931. дотадашња станица је административно уређена као радничка варошица Апшеронскаја, а савремено име и званичан статус града носи од 23. октобра 1947. године.
Град је током Другог светског рата био под нацистичком окупацијом од 14. августа 1942. до 27. јануара 1943. године.

## Демографија
Према статистичким подацима са пописа становништва из 2010. у граду је живело 40.225 становника, што је за око 700 житеља више у односу на попис из 2002. године. Према подацима пописа становништа из 2020. број становника града је благо опао, и износио је 39.488 становника.
Етничку основу у граду чине Руси са уделом у укупној популацији од око 86%, док су највеће мањинске заједнице Јермени са око 8% и Украјинци са 1,36%.
| 1926. | 1939.  | 1959.  | 1970.  | 1979.  | 1989.  | 2002.  | 2010.  | 2020.  | 2023.  |
| ----- | ------ | ------ | ------ | ------ | ------ | ------ | ------ | ------ | ------ |
| 4.615 | 22.525 | 29.837 | 32.867 | 33.324 | 34.505 | 39.608 | 40.225 | 39.488 | 39.577 |

По броју становника град Апшеронск се 2020. налазио на 379. месту међу 1.119 званичних градова Руске Федерације.